# بي إم دبليو زد 8 (أي 52)
بي إم دبليو زد 8 (بالإنجليزية: BMW Z8 (E52))‏ هي سيارة من تصنيع شركة بي إم دبليو.